# Dimitrij Andrusov

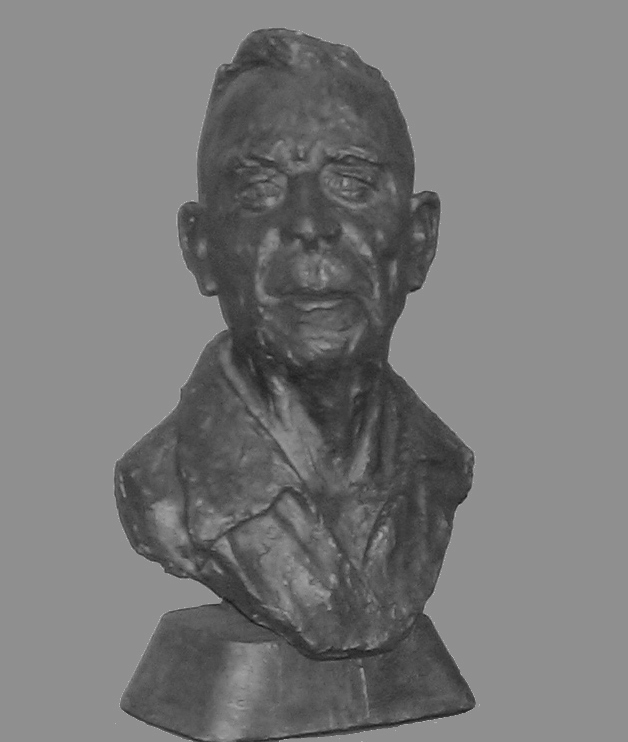
Dimitrij Andrusov

Dimitrij Andrusov (* 7. November 1897, Jurjew (heute Tartu), Russisches Kaiserreich; † 1. April 1976, Bratislava) war ein tschechoslowakischer Geologe russischer Abstammung. Seine wissenschaftliche Arbeit an der Comenius-Universität Bratislava hat für die Erforschung der Westkarpaten eine große Bedeutung. Andrusov hat dafür vielfältige internationale Anerkennung erhalten.

## Kindheit
Dimitrij Andrusov wurde in Jurjew als Sohn des russischen Geologen Nikolai Iwanowitsch Andrussow und Nadeschda Henrichowna Schliemann geboren. Durch seine familiären Wurzeln mütterlicherseits ist er ein Enkel des Troja-Entdeckers Heinrich Schliemann.
Seine Kindheit und Jugend verbrachte er im heutigen Tartu und in Kiew, wo sein Vater als Universitätsprofessor für Geologie lehrte. In dieser Zeit nahm er auch an einigen Forschungsreisen des Vaters teil, deren Erlebnisse für sein späteres Leben prägend gewesen sein müssen.

## Ausbildung
Seine gymnasiale Ausbildung beendete er 1915 in Sankt Petersburg. Die erste Etappe seiner Hochschulausbildung absolvierte er von 1915 bis 1918 an der Universität von Sankt Petersburg und fortsetzend an der Taurischen Nationalen Universität von Simferopol. Wegen der veränderten politischen Verhältnisse in Russland hatte auch sein Vater die Lehrtätigkeit von der Universität Sankt Petersburg nach Simferopol verlegen müssen. Die Familie ging schließlich wegen der zunehmend unsicheren Verhältnisse des Bürgerkrieges in Südrussland in das Exil nach Frankreich. In den Jahren 1920 bis 1922 studierte Dimitrij Andrusov an der Sorbonne von Paris. Als sein Vater 1922 eine Professur in Prag bekam, zog die Familie erneut um. Darauf setzte er von 1922 bis 1923 seine Ausbildung an der chemisch-technologischen Fakultät in der Tschechischen Technischen Universität in Prag fort und schloss sie 1925 mit Studien an der naturwissenschaftlichen Fakultät von der Prager Karls-Universität ab. Dort promovierte er zum Doktor der Naturwissenschaften. Zu seinen Lehrern gehörten Radim Kettner, Maurice Lugeon und Émile Haug.

## Leben

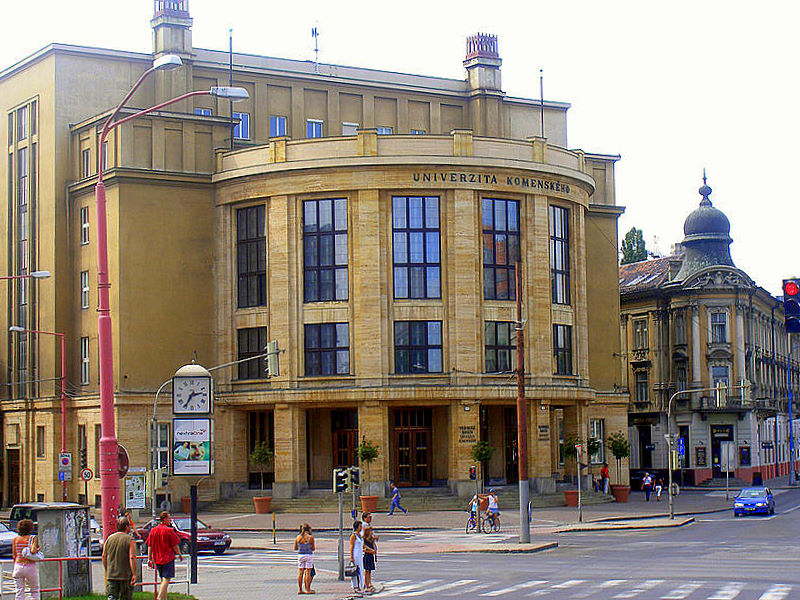
Comenius-Universität in Bratislava

In der Zeit von 1929 bis 1938 wirkte er an der Karlsuniversität als wissenschaftlicher Assistent und Dozent. Im Jahr 1938 übernahm er die Leitung des Geologischen Instituts an der Slowakischen Technischen Hochschule (STU) von Košice als außerordentlicher Professor. Kurz darauf verlegte er das Institut im Rahmen des Universitätsumzuges nach Bratislava (1940 - 1949 Štátny geologický ústav; ab 1949 Slovenský ústredný ústav geologický; von 1953 bis 1995 Geologický ústav Dionýza Štúra).

Andrusov war auch Mitgründer und erster Direktor des 1953 geschaffenen Geologischen Institutes der Slowakischen Akademie der Wissenschaften und gleichzeitig Leiter der Geologischen Kommission in der Akademie (später Geologisches Laboratorium).
Seit 1940, inzwischen zum ordentlichen Professor ernannt, hielt er an der Naturwissenschaftlichen Fakultät der Comenius-Universität in Bratislava Vorlesungen. Von 1952 bis 1970 hatte er an dieser Universität den Lehrstuhl für Geologie und Paläontologie inne.

Von 1940 bis 1945 leitete Andrusov die Redaktion von den Mitteilungen des Staatlichen Geologischen Instituts (Práce Št. geologického ústavu) und von 1950 bis 1964 die der periodischen Schrift Geologický zborník Geologica Carpathica (1949 als Geologický zborník SAV gegründet).
Die wissenschaftlichen Leistungen sind vielfältig und mit über 300 Einzelpublikationen belegt. Zu seiner zentralen Lebensaufgabe hatte er die Erforschung des Karpatensystems erklärt und nahm unter seinen Wissenschaftskollegen auf diesem Feld eine exponierte Rolle ein.

Ab 1931 arbeitete Andrusov auf der Grundlage moderner Erkenntnisse verstärkt an den stratigraphischen und tektonischen Zusammenhängen der Westkarpaten. Im Verlauf dieser umfassenden Arbeit leistete er einen großen Beitrag zum heutigen geologischen Verständnis des Karpatensystems, vor allem ihrer vorgelagerten Klippenzone.
Seine vielseitigen sprachlichen Fähigkeiten (Russisch, Slowakisch, Tschechisch, Deutsch, Französisch) ermöglichten breite Kontakte mit Wissenschaftlern im Ausland. Andrusov unterhielt zu vielen ausländischen geowissenschaftlichen Institutionen einen regen Kontakt, besonders zu Österreich, und weilte bis zu seinem Tod wiederholt in Wien, um in Vorträgen über neueste Erkenntnisse aus seinen Forschungen zu berichten.

## Mitgliedschaften und Würdigungen
- 1945 korrespondierendes Mitglied der Kgl. Tschechischen Gesellschaft der Wissenschaften
- 1953 Mitglied der Slowakischen Akademie der Wissenschaften
- 1957 korrespondierendes Mitglied der Tschechoslowakischen Akademie der Wissenschaften
- 1967 Mitglied der Deutschen Akademie Naturforscher Leopoldina (Halle/Saale)
- stellvertretender Vorsitzender der Französischen Geologischen Gesellschaft
- korrespondierendes Mitglied der Österreichischen Akademie der Wissenschaften
- Mitglied der Polnischen Geologischen Gesellschaft
- Mitglied der Ungarischen Geologischen Gesellschaft
- Mitglied der Geological Society of London
- Mitglied der Geologischen Gesellschaft Wien
- Straßenbenennung in Bratislava-Petržalka
- 1988 Errichtung einer Gedenktafel an der Naturwissenschaftlichen Fakultät der Comenius-Universität.
- 1997 Internationale Konferenz anlässlich des 100. Geburtstages von D. Andrusov: Alpine evolution of the Western Carpathians and related areas (Bratislava, 11.–14. September 1997)

## Ausgewählte Werke
- A. Matějka, D. Andrusov: Aperçu de la geologie des Carpathes occid. de la Slovaquie central et des rég. avoisinantes. Praha (Knihovna Stát. geol. ústav, vol. 13) 1931
- Dimitrij Andrusov: Étude geologique de la Zone des Klippes internes des Carpathes occidentales. Prag 1938
- Dimitrij Andrusov: Geologie Slovenska. Praha 1938
- Dimitrij Andrusov: Geologie und Mineralrohstoffe der Slowakei. Bratislava 1943 (slowakisch)
- Dimitrij Andrusov: Étude géologique de la zone des Klippes internes des Carpathes Occidentales. Bratislava (Geologické Práce Slovenske Akademie Vied & Úmetnosti, 34) 1953
- Dimitrij Andrusov: Geológia československých Karpát I., II., III. Bratislava (Slovenska Akademia Vied) 1958, 1959, 1964
- Dimitrij Andrusov: Geologie der tschechoslowakischen Karpaten. 2 Bde. deutsche Ausgabe, Bratislava (Verlag der Slowakischen Akademie der Wissenschaften), Berlin (Akademie-Verlag) 1964, 1965
- Dimitrij Andrusov: Grundriss der Tektonik der Nördlichen Karpaten. Bratislava (Verlag der Slowakischen Akademie der Wissenschaften) 1968
- D. Andrusov, J. Bystrický, V. Fusán: Outline of the Structure of the West Carpathians. In: Guide-book for geological excursion X. Congress CBGA. Bratislava (GÚDŠ) 1973
- Dimitrij Andrusov: Stratigrafický slovník Západných Karpát 1. Bratislava 1983